# Richard Varga
Richard Varga   (Cleveland, 9 d'octubre de 1928 - Cleveland, 25 de febrer de 2022) va ser un matemàtic estatunidenc.

## Vida i Obra
Varga va néixer a Cleveland en una família d'origen hongarès iva fer els estudis secundaris en aquesta ciutat. El 1947 va ingressar a l'Institut de Tecnologia Case (actual universitat Case Western Reserve) en el qual es va graduar en matemàtiques el 1950. A continuació va anar a la universitat Harvard en la qual es va doctorar el 1954 amb una tesi dirigida per Joseph Walsh.
Des de 1954 fins a 1960 va treballar al Laboratori Bettis d'Energia Atòmica de Pittsburgh, programant els aleshores nous ordinadors IBM. El 1960 va ocupar una plaça docent a l'Institut Case que va mantenir fins al 1969 quan va passar a la Universitat Estatal Kent a Kent (Ohio) on va fer la resta de la seva carrera acadèmica fins que es va retirar l'any 2007, passant a ser professor emèrit.
Varga va publicar més de 250 articles científics i sis llibres, entre els quals es compta el llibre titulat Matrix Iterative Analysis (1962) que va esdevenir un clàssic en la matèria. Els seus principals camps de recerca van ser l'àlgebra lineal, les equacions diferencials parcials, les funcions spline, la teoria de l'aproximació i l'hipòtesi de Riemann.